# Janez I. Arkelski
Janez I. Arkelski (* okoli 990 ; † 1034 ) iz prve rodbine Arkelskih je bil fevdalni gospod dežele Arkel, Heukelom in Polsbroek .

## Življenje
Janez I. Arkelski je bil sin g. Foppeja Arkelskega in Marije Ojen. Janez se je poročil z Elizabeto Cujk (izg.: kauk)(ok. 1010–ok. 1030), hčerko Viljema Cujka. Okoli leta 1020 je Janez dal zgraditi cerkev v Leerbroeku. Kot romar je odšel v Sveto deželo, nato je vstopil v bizantinsko službo in se boril v pohodih proti Seldžukom in proti Mirdasidom v Alepu. Janez je bil leta 1034 ubit v zasedi v Siriji.